# Haiduque

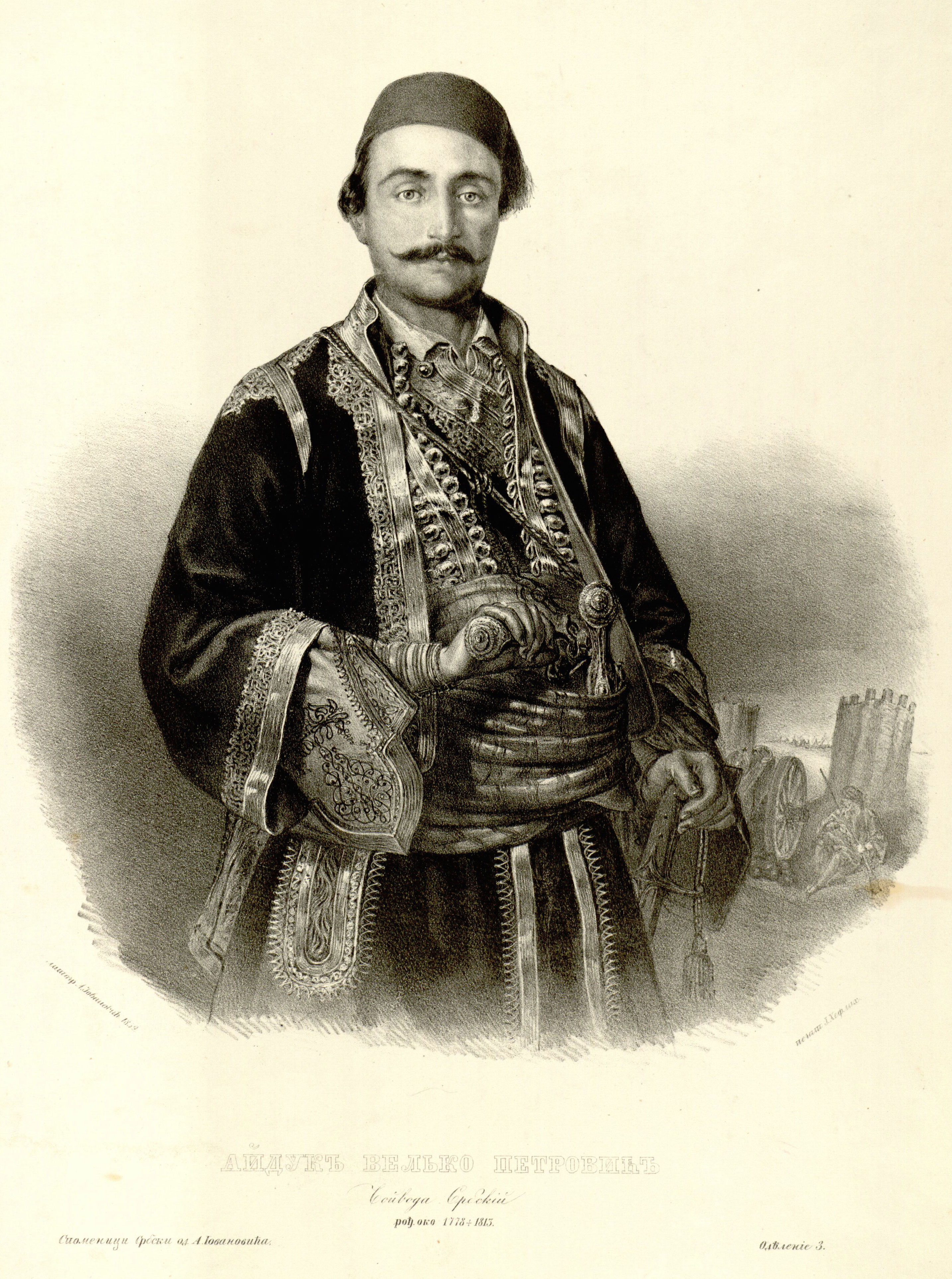
Litografia do haiduque Veljko Petrović.

Os haiduques (em romeno, haiduc, plural haiduci; em servo-croata, hajduk/хајдук, plural hajduci/хајдуци) eram um tipo de guerrilheiros bandoleiros, salteadores, bandidos nômades e assaltantes de beira de estrada dos Bálcãs, ativos desde a Baixa Idade Média até o fim da Idade Moderna, período correspondente à dominação otomana na região. Por atacarem principalmente os nobres e, como mercenários, lutarem contra os turcos, os haiduques se tornaram célebres e populares na Romênia, Bulgária, Sérvia, Bósnia, Macedônia e Albânia, como anti-heróis comparáveis a Robin Hood na Inglaterra ou aos cangaceiros do nordeste do Brasil.
Vários times de futebol de países dos Bálcãs são batizados em homenagem a estes personagens, como o Hajduk Kula (Sérvia), Hajduk Split (Croácia), Hajduk Rodic MB, Taraful Haiducilor e Haiducii (Romênia).
Os haiduques operaram originalmente na Hungria, mais tarde expandindo sua ação para o sul, até os Balcãs sob ocupação otomana. Mais tarde, houve haiduques até na Armênia, na Ucrânia e em outras áreas onde houvesse dominação turca. A resistência que fizeram aos turcos é comparável àquela dos cossacos contra o Império Russo. Os haiduques, mais que simples bandoleiros, deixaram a lembrança de serem rebeldes, generosos com os pobres da vizinhança, numerosos em países sujeitados pelos sultões otomanos. Eram também poetas, músicos e às vezes mesmo eruditos.
O haiduque como personagem entrou para o folclore da região balcânica, sendo protagonista de muitas lendas, canções de gesta, trovas e baladas. Invariavelmente, nestas narrativas são adversários dos senhores, principalmente dos nobres (boiardos) e dos turcos, e ajudam os aldeões com o produto de seus roubos. Esta imagem, no entanto, é revestida de romantismo, construída principalmente no século XIX durante as revoltas contra a dominação otomana, época em que os haiduques já não eram mais ativos. Provavelmente, os bandidos da vida real eram mais violentos e indiscriminados na escolha das vítimas.
Um sinônimo para haiduque em romeno é haramin, em búlgaro harami, e em servo-croata haramija.
O líder sérvio Haiduk Veljko adotou este nome em referência aos haiduques.

## Haiduques sérvios
Na Sérvia, os haiduques eram mais bandidos, mercenários, chefes de milícias independentes, generais regulares mas que ofereciam seus serviços da Áustria, de Veneza, da Hungria, da Rússia e de qualquer potência que estivesse combatendo os turcos no momento. Eles agiam não só em combate, mas também como serviço de informação e quinta coluna. Havia exércitos inteiros compostos por haiduques que combatiam as forças turcas, prefigurando-as ligeiramente os partizans da Segunda Guerra Mundial.
Devido à guerrilha permanente imposta pelos haiduques, a circulação em território sérvio era muito difícil para os turcos. Eles eram mais ativos onde uma política de islamização forçada foi muito mais acentuada nas regiões sérvias do oeste, que vieram a se tornar a Bósnia. A Sublime Porta tentou conter os haiduques sérvios graças a bandos de janízaros locais que viviam em contato com eles.

## Lista de haiduques célebres

### Sérvios
- Hajduk Veljko Petrović (1780-1813)
- Stanoje Glavaš
- Stojan Janković
- Marko Deli
- Novak Stari
- Djordje Rac Slankamenac

### Romenos
- Andrii Popa
- Toma Alimoş
- Gruia lui Novac
- Pintea Viteazul (1670-1703)
- Iancu Jianu
- Iorgu Iorgovan